# Mike Weissmann
Mike Weismann (Leipzig, 12 september 1966) is een voormalige Duits wielrenner die in de periode 1996-1999 als professional actief was.

## Overwinningen
1995
- 15e etappe Commonwealth Bank Classic

1996
- Acht van Chaam

1997
- 12e etappe Commonwealth Bank Classic

1998
- 3e etappe Giro del Capo